# Храм Казанской иконы Пресвятой Богородицы (Приморское)
Храм Казанской иконы Пресвятой Богородицы (Храм в честь Казанския иконы Пресвятыя Богородицы) — старообрядческий православный храм в селе Приморском Измаильского района Одесской области. Принадлежит Киевской и всея Украины епархии (Украинской архиепископии) Русской православной старообрядческой церкви. Памятник архитектуры местного значения.

## История

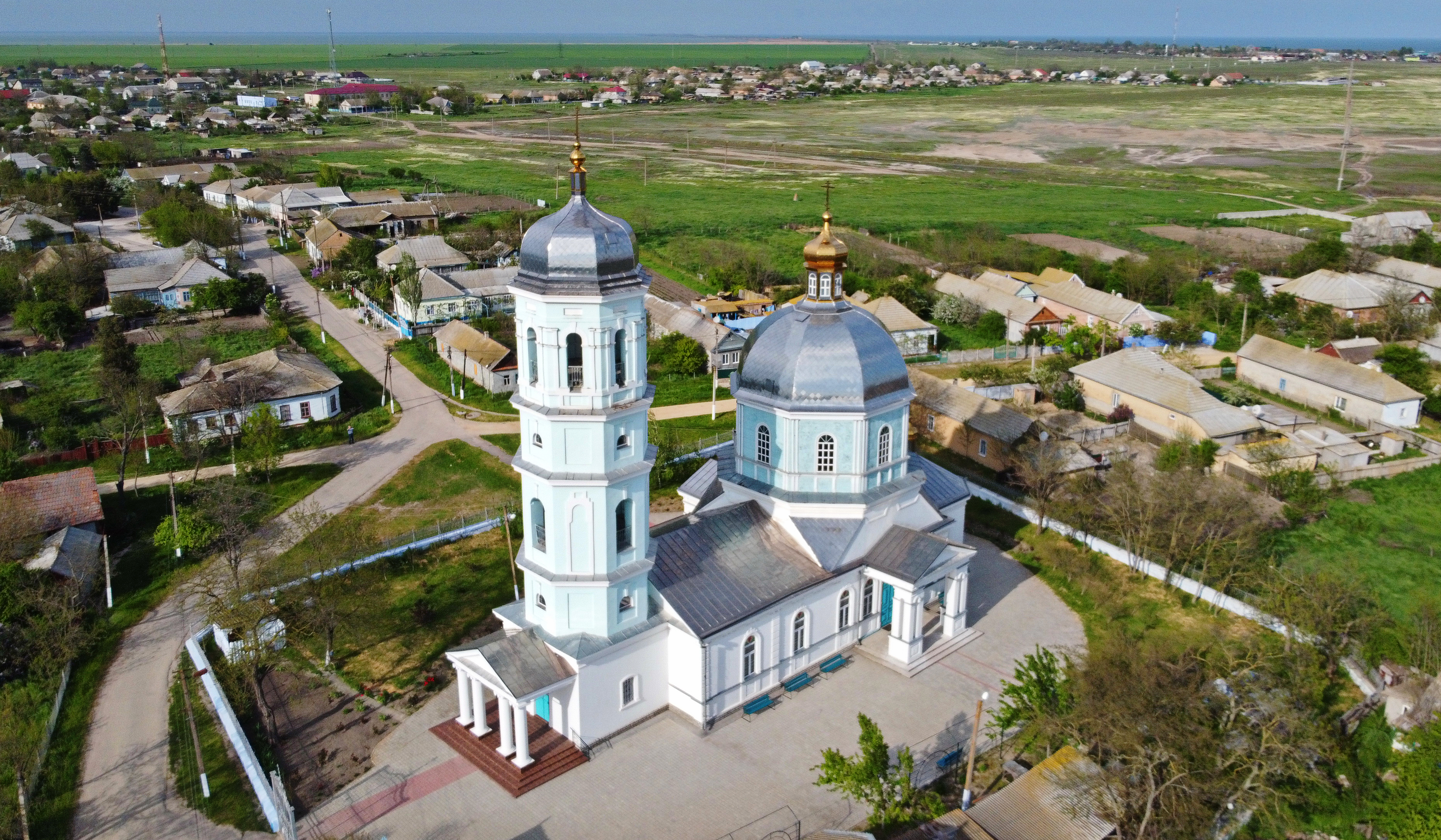
Вид с воздуха на храм

Первая церковь существовала в Жебриянах (ныне — Приморское) ещё во время присоединения Бессарабии к России в 1812 году. Она была плетнёвой и освящена в честь Покрова Пресвятой Богородицы. В церкви служил собственный священник. В 1860 году была построена новая деревянная церковь в честь Казанской иконы Божией Матери. В 1876 году сооружена каменная колокольня.
В 1899 году старообрядцы получили разрешение на сооружение нового храма по проекту, утверждённому Бессарабским губернским правлением. Храм построен под руководством священника Стефана Сучкова на средства местных жителей и старообрядцев из других регионов России, в том числе купцов Морозовых. Освящение храма в 1903 году совершил епископ Кирил (Политов).